# The Great Raid – Tag der Befreiung
The Great Raid – Tag der Befreiung ist ein im Jahr 2005 gedrehter US-amerikanisch-australischer Spielfilm. Seine Premiere hatte der Film am 10. August 2005 auf den Philippinen. Er thematisiert die größte Befreiungsaktion US-amerikanischer Soldaten aus der Kriegsgefangenschaft, bei der 511 Soldaten nach dreijähriger Gefangenschaft befreit werden konnten. Diese Befreiung spielte sich am 30. Januar 1945 während des Pazifikkrieges bei der Stürmung eines Kriegsgefangenenlagers in Cabanatúan in der philippinischen Provinz Nueva Ecija ab, bei der das 6. Bataillon der United States Army Rangers von philippinischen Guerillas unterstützt wurde. Einer der befreiten Soldaten starb nach der Befreiung. Bei dem Angriff wurden zwei Army Ranger getötet, während die philippinischen Guerillas 21 Tote zu beklagen hatten.

## Handlung
Die japanische Armee hatte am 9. April 1942 im 6-tägigen Todesmarsch von Bataan etwa 70.000 US-amerikanische sowie philippinische Kriegsgefangene in nördlicher Richtung getrieben. Nur rund 54.000 der Gefangenen überlebten den rund 100 km langen Marsch. Am 6. Juni 1942 wurden die philippinischen Kriegsgefangenen von der japanischen Besatzungsmacht freigelassen. Die US-amerikanischen Soldaten wurden in ein Kriegsgefangenenlager nach Cabanatúan gebracht. Im Winter 1944 befinden sich die Alliierten Streitkräfte im Pazifikkrieg jedoch wieder auf dem Vormarsch und müssen mit ansehen, wie die US-amerikanischen Kriegsgefangenen in den von ihnen eingenommenen Kriegsgefangenenlagern zuvor von der japanischen Armee getötet wurden.
Um den rund 500 Gefangenen von Cabanatúan beim weiteren Vormarsch der US-amerikanischen Streitkräfte dieses Schicksal zu ersparen, beschließt die US-amerikanische Armee, das Lager von einer Vorhut hinter den feindlichen Linien zu stürmen und die Gefangenen zu befreien. Diese Aufgabe wird dem 6. Bataillon der United States Army Rangers übertragen, das hierbei von philippinischen Guerillas unterstützt wird.
Major Gibson ist der ranghöchste Offizier der US-amerikanischen Gefangenen im Lager von Cabanatúan. Er leidet, wie auch viele seiner Mithäftlinge, an Malaria. Um die Krankheiten unter den Häftlingen einzudämmen, bestechen die Gefangenen die japanischen Wärter und erhalten vom philippinischen Untergrund, allen voran von der Krankenschwester Margaret Utinsky, Chinin, das in das Lager geschmuggelt wird. Die medizinische Versorgung wird zusehends schwieriger, da die japanischen Soldaten dem philippinischen Untergrund bereits auf der Spur sind. Schließlich werden viele Helfer des Untergrunds von den Japanern getötet und Margaret gerät im Fuerza de Santiago in japanische Gefangenschaft.

Schematische Darstellung des Kriegsgefangenenlagers sowie des Vorgehens der US-amerikanischen Kräfte

Unterdessen ist das 6. Bataillon der United States Army Rangers in der Deckung der angrenzenden Wälder vor dem Lager in Cabanatúan eingetroffen. Am 30. Januar 1945 überfliegt eine US-amerikanische Militärmaschine mehrmals das Lager, um die japanischen Wachen abzulenken, so dass sich die heranrückenden Army Ranger unbemerkt bäuchlings dem Lager über das offene Gelände nähern und in einem Graben nahe den Zäunen des Lagers in Stellung gehen können. Dort verharren sie, bis mit Einbruch der Dämmerung der erste Schuss den Angriff startet. Die Ranger nehmen Türme des Lagers sowie die Baracken der Wärter unter Feuer. Sie dringen durch das Haupttor ins Innere des Lagers und zerstören die gepanzerten Fahrzeuge. Anschließend eskortieren sie die befreiten Kameraden unter feindlichem Mörser-Feuer aus dem Lager.
Derweil haben die philippinischen Guerillas eine 800 Meter östlich des Lagers gelegene Brücke mit Sprengstoff versehen und gesichert, um zu verhindern, dass die japanische Armee Unterstützung zum Gefangenenlager entsenden kann.
Die befreiten Kameraden werden von den Army Rangern zum Fluss geführt, wo für die schwachen, kranken und verletzten Soldaten Ochsenkarren warten, mit denen sie außer Gefahr gebracht werden. Es gelingt, 511 Gefangene zu befreien, Major Gibson erliegt jedoch nach der Befreiung seiner Krankheit.
Margaret Utinsky kommt aus japanischer Gefangenschaft frei, trifft jedoch auf Major Gibson, ihre Liebe, erst nach dessen Tod. Von US-Präsident Harry S. Truman wurde Margaret Utinsky die Medal of Freedom für „Heldentum und Stärke“ verliehen.

## Hintergrund
Der Film wurde auf Bribie Island im australischen Queensland gedreht, die in Manila spielenden Szenen wurden in Shanghai aufgenommen. Die Dreharbeiten begannen am 4. Juli 2002 und endeten am 6. November 2002. Das Budget des Films wird auf 70 Millionen US-Dollar geschätzt. Der Film feierte seine Weltpremiere am 10. August 2005 auf den Philippinen. In den USA war er erstmals am 12. August 2005 – drei Tage vor dem 60. Jahrestag des V-J-Day – zu sehen. Am 22. Juni 2006 wurde die DVD in Deutschland veröffentlicht. Am Eröffnungswochenende spielte der Film in den USA mehr als 3,3 Millionen US-Dollar ein, insgesamt konnten in den US-amerikanischen Kinos Einnahmen in Höhe von über 10,1 Millionen US-Dollar erzielt werden.
Ursprünglich war eine Veröffentlichung des Films in den US-amerikanischen Kinos für das Jahr 2003 vorgesehen. Der Zeitpunkt der Veröffentlichung wurde von Miramax zunächst auf das Jahr 2004, später auf unbestimmte Zeit verschoben. Erst als Miramax sich von Disney trennte, wurde der Film schließlich 2005 veröffentlicht. Zuvor war Frank Ricciardone, der US-amerikanische Botschafter der Philippinen, Ende 2004 mit Miramax in Kontakt getreten und hatte darum gebeten, Teile des bislang unveröffentlichten Films anlässlich des 60. Jahrestages der Befreiung des Kriegsgefangenenlagers von Cabanatúan vorführen zu dürfen. Dieser Bitte wurde entsprochen, so dass im Februar 2005 ein ausgewähltes Publikum aus US-amerikanischen und philippinischen Mitarbeitern der US-amerikanischen Botschaft in Manila sowie deren Angehörige den Film vor seiner offiziellen Weltpremieren ausschnittsweise in einem Theater in Makati in Anwesenheit des Regisseurs John Dahl zu sehen bekamen.

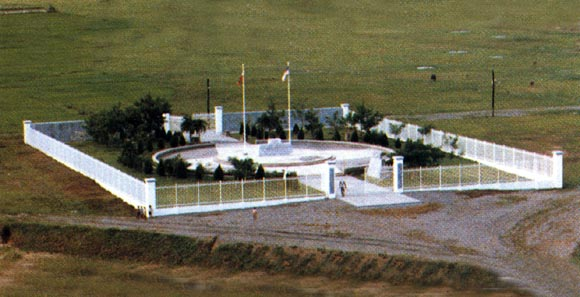
Cabanatúan American Memorial

In Gedenken an die im Film thematisierte Befreiung wurde das Cabanatúan American Memorial nach dem Krieg von Überlebenden des Todesmarschs von Bataan und des Cabanatúan Kriegsgefangenenlagers errichtet. Seit 1989 ist die ABMC für deren Verwaltung und Pflege verantwortlich.
Richard Joson spielt in der Rolle des Captain Ebong Joson seinen eigenen Großvater.
Captain Robert Prince, dem von Lt. Col. Henry A. Mucci der Auftrag gegeben wurde, die Befreiung zu planen, fungierte bei den Dreharbeiten als militärischer Berater und war der Überzeugung, der Film gebe die Befreiung treffend wieder.
Die US-amerikanischen Streitkräfte lenkten die japanischen Soldaten mit Hilfe einer Northrop P-61 ab, die das Lager überflog, während sich die US-Soldaten bäuchlings dem Kriegsgefangenenlager näherten. Im Film hingegen ist eine Lockheed Hudson zu sehen, da zum Zeitpunkt der Dreharbeiten keine der noch existierenden vier Northrop P-61 flugfähig war.
In Queensland wurde für die Dreharbeiten ein Kriegsgefangenenlager nachgebaut. Asiatische Studenten aus der Region wurden als Darsteller engagiert, die japanischen Soldaten zu spielen.

## Kritik
Das Lexikon des internationalen Films urteilt: „Der auf wahren Begebenheiten beruhende Film erzählt schnörkellos, bietet aber auch genügend Raum für aufwändige Schlachtszenen vor pathetischem Hintergrund.“
Bei Rotten Tomatoes erhielt der Film 36 % positive Bewertungen basierend auf 119 Kritiken, wobei die meisten Kritiker darin einig waren, der Film sei zu lang und enthalte zu viele Nebenhandlungen, die Darstellung der Befreiung sei jedoch gut gelungen. Bei Metacritic wurde der Film mit 48 von 100 Punkten basierend auf 29 Kritiken bewertet.

## Auszeichnungen
Johnny Caruso wurde 2006 bei den Golden Reel Awards in der Kategorie Best Sound Editing in Feature Film – Music nominiert.